# Oh Brother, Where Art Thou?
«Oh Brother, Where Art Thou?» —titulado «Tiene derecho a permanecer muerto» en España y «¿Dónde estás, hermano mío?» en Hispanoamérica— es el decimoquinto episodio de la segunda temporada de la serie animada Los Simpson, emitido por primera vez en la FOX en Estados Unidos el 21 de febrero de 1991. En él, el abuelo Simpson le confiesa a Homer que tiene un medio hermano, así que inmediatamente comienza a buscarlo. Finalmente, descubre que se trata de Herb Powell, quien es el propietario de una empresa fabricante de automóviles. Herb pronto comienza a hacerse amigo de Bart y Lisa, e invita a Homer a diseñar su nuevo coche, aunque finalmente resulta ser un desastre, por lo que le acaba arruinando.
Jeff Martin escribió el guion del episodio y la dirección corrió a cargo de Wes Archer, mientras que la voz de Herb fue proporcionada por el actor estadounidense Danny DeVito. El episodio destaca referencias culturales a algunos coches como el Edsel, el Tucker Torpedo, el Ford Mustang o el Lamborghini Cheetah. Desde su emisión original, el capítulo ha recibido mayoritariamente reseñas positivas por parte de los críticos de televisión. Además, adquirió una puntuación Nielsen de 15.4 y fue el programa mejor valorado de la red de FOX en la semana de estreno. Debido a que muchos seguidores estaban molestos por el triste final del episodio, los productores decidieron escribir una secuela, «Brother, Can You Spare Two Dimes?», en la que Herb vuelve a hacerse rico y perdona a Homer.

## Sinopsis
Tras ver la última película de McBain, Abe, el abuelo de la familia Simpson, sufre un leve ataque al corazón. Pensando que podría morirse, confiesa uno de sus secretos mejor guardados: Homer tiene un medio hermano. El anciano explica que tuvo un encuentro con una prostituta en una feria antes de casarse con la madre de Homer, y tuvieron un hijo que dejaron en el orfanato de Shelbyville. Decidido a encontrar a su medio hermano, Homer y su familia acuden al orfanato y consiguen algunos de sus datos: se llama Herbert Powell —acortado «Herb»—, y fue adoptado por los señores Powell, oriundos de Detroit. Herb, que se parece a Homer, salvo que es más alto, delgado y con más pelo, es el líder de Powell Motors, una productora de automóviles que necesita ideas nuevas. Es muy rico, pero no es muy feliz ya que no sabe quién es realmente y de dónde viene, situación que cambia al recibir la noticia de que su medio hermano le busca e invita a toda la familia a su mansión.
Mientras tanto, Bart, Lisa y Maggie están cautivados por el pudiente estilo de vida de Herb, aunque Marge se preocupa constantemente sobre si estará mimando demasiado a los niños. Por otra parte, Herb decide que Homer, al ser un estadounidense promedio, es la persona perfecta para diseñar un nuevo coche para su compañía. En consecuencia, Homer recibe total libertad en el proyecto, aunque al principio es demasiado tímido para dar su opinión, y que los trabajadores de Herb empiezan a diseñar el nuevo coche con sus propias ideas. Cuando el presidente se entera de esta situación, le da a Homer una charla motivacional que le hace regresar con los diseñadores para que fabriquen el coche con sus ideas tan raras, que incluyen una cúpula de cristal, alerones traseros y numerosas bocinas. Posteriormente, en la sesión de presentación del nuevo automóvil, Herb queda horrorizado al notar que está mal diseñado y que cuesta 82 000 USD. En consecuencia, la empresa se declara en bancarrota tras arruinarse, su mansión es embargada y abandona la ciudad arrepintiéndose de haber conocido a su hermano alguna vez. Según sale el autobús que le transporta, recalca furiosamente a Homer que él no tiene hermano. Mientras el padre lleva a la familia de vuelta a su casa, Bart le dice que el coche que construyó era bueno, así que Homer se siente más aliviado al darse cuenta de que al menos le gustó a alguien.

## Referencias culturales

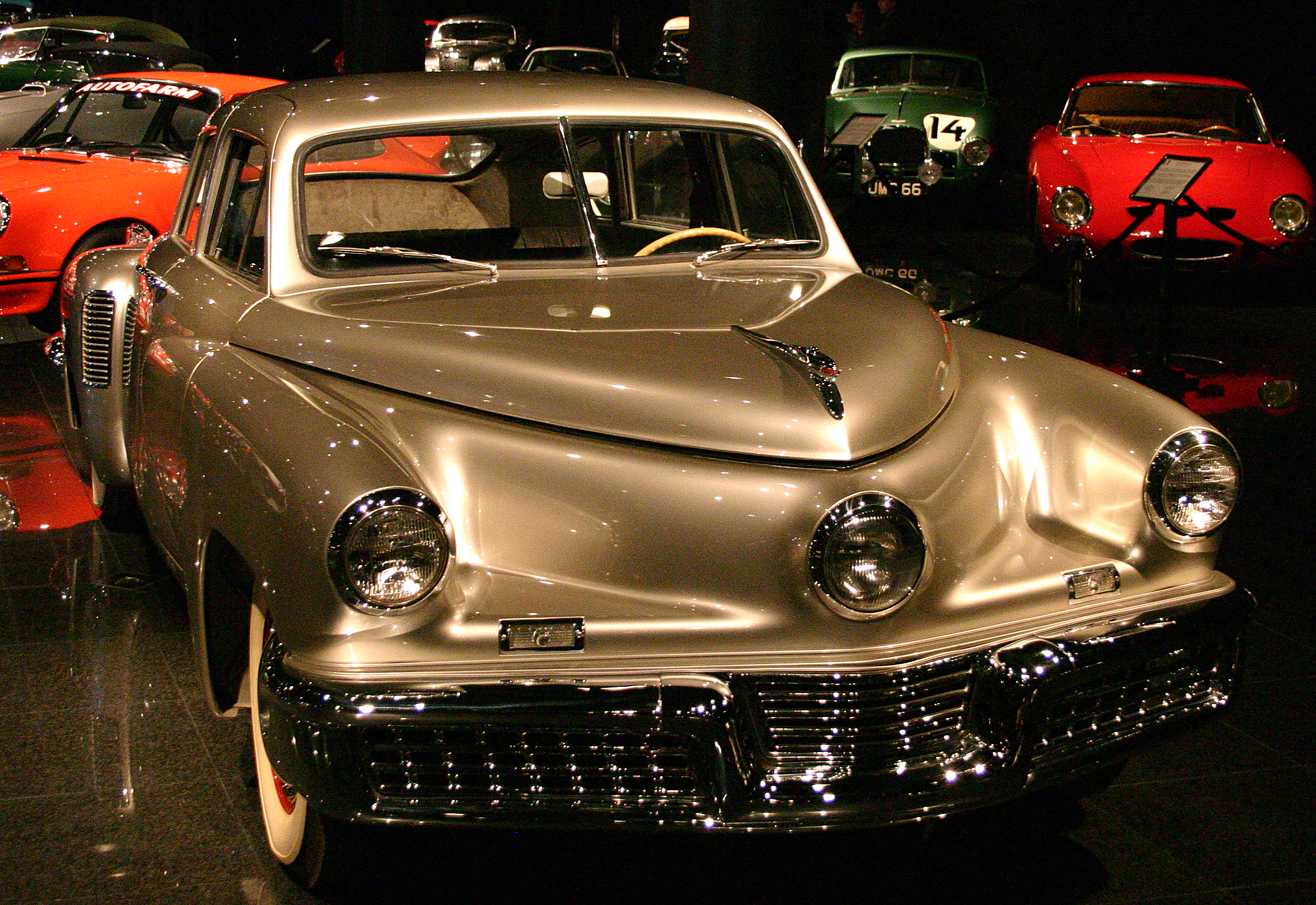
El fracaso del Tucker Torpedo es una de las referencias culturales que aparecen en el episodio

## Recepción

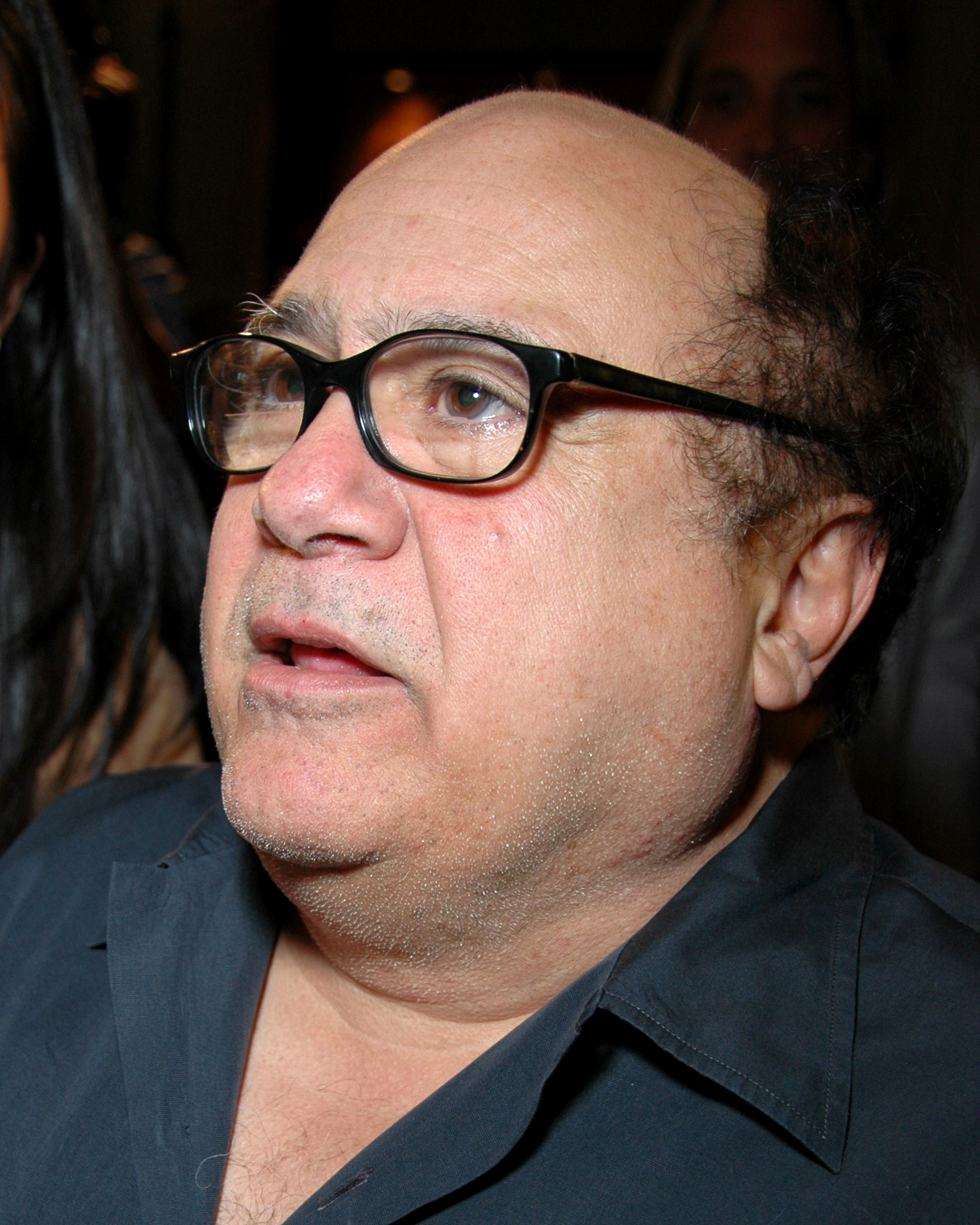
Danny DeVito fue alabado por su papel como Herb

## Producción

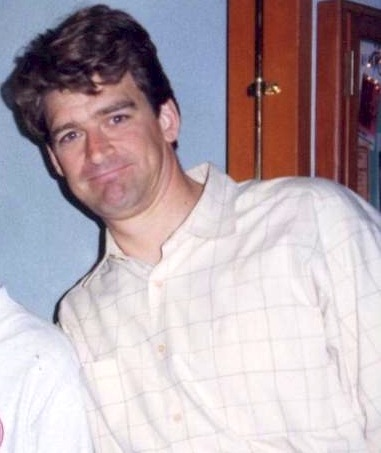
Jeff Martin fue el guionista de «Oh Brother, Where Art Thou?»

Jeff Martin fue el guionista de «Oh Brother, Where Art Thou?», mientras que Wes Archer se encargó de su dirección. En este episodio hicieron sus primeras apariciones tanto Herb, como la madre de Homer, Mona —aunque su nombre se revela más adelante—. Algunos de los seguidores de la serie se encontraban molestos por el final tan triste y, como resultado, los productores decidieron escribir una secuela en la que Herb correría mejor suerte. El resultado fue «Brother, Can You Spare Two Dimes?» y se emitió al final de la tercera temporada. En él, Herb se muda brevemente al hogar de los Simpson, a pesar de su fuerte y constante antipatía hacia Homer. Sin embargo, el padre le presta 2000 USD con los que Herb inventa un instrumento que traduce el discurso de los bebés al idioma adulto, según las observaciones que hace en Maggie. Tras producir masivamente su producto, recupera su fortuna y, como recompensa, le da regalos a cada miembro de la familia y perdona a Homer, además de comprarle un sillón vibratorio que tanto deseaba.
El episodio fue grabado el 13 de agosto de 1990. La voz de Herb fue proporcionada por Danny DeVito, un actor estadounidense que fue sugerido por el productor ejecutivo de la serie, Sam Simon. La actriz que da voz a Bart, Nancy Cartwright, escribió en su autobiografía My Life as a 10-Year-Old Boy que DeVito tenía que grabar sus partes rápidamente porque tenía otra cita, así que el personal decidió que grabase solo sus escenas en vez de estar en todo el episodio. Cartwright era una fan del actor; recordó al respecto: «Esta mañana, en la mesa de lectura, acababa de llenar mi plato con un surtido de frutas cuando Bonnie dijo a mi trasero: "Nancy, quiero presentarte a..." y me giré y prácticamente [quedé] chocada sobre Danny DeVito, [con] todos sus cuatro pies y once pulgadas (1.50 m). ¡Qué embarazoso!». Mientras se grababan las escenas, Cartwright se paró inmediatamente en el lado opuesto de la habitación donde estaba DeVito, ya que lo apreciaba desde que lo vio en acción; opinó que «lanzó su cuerpo y alma» a su actuación. Asimismo, Archer —quien también era el director de animación— garabateó algunas de sus posturas, gestos y expresiones faciales en una pieza de papel mientras actuaba. En una escena, Herb le cuenta a Homer y al resto de la familia Simpson: «Quiero que os sintáis como en casa. Tenemos pista de tenis, piscina, sala de proyecciones...», texto que en opinión de Cartwright:

«This was obviously written with Danny in mind as I have no doubt that he actually has the aforementioned amenities in real life. He has earned his right to stand tall, and it wouldn't have shocked me to see him spew attitude all over us if he wanted to. But he's a hard worker and he concentrated on the job [...] As the episode came to its climax, we discovered that all the material things in the world don't mean as much to Herb as being with family. Somehow I just get the feeling that this part was tailor-made with Danny, the family man, in mind».
«Obviamente, esto fue escrito con Danny en mente, ya que no tengo ninguna duda de que él realmente tenía las comodidades anteriormente mencionadas en la vida real. Él [se] ha ganado el derecho a estar en una alta posición, y no me habría escandalizado verle arrojar actitud sobre todos nosotros si hubiese querido. Pero él es un trabajador duro y [se] concentraba en el trabajo [...]. Según el episodio se acercaba a su clímax, descubrimos que todas las cosas materiales del mundo no significaban tanto para Herb como estar con su familia. De alguna manera, simplemente pillo la sensación de que esta parte fue hecha a medida teniendo en mente a Danny, el hombre familiar».